# Wilhelm Pferdekamp
Wilhelm Pferdekamp (Pseudonym: Arnold Nolden, * 6. August 1901 in Düsseldorf; † 22. Februar 1966 in Freiburg im Breisgau) war ein deutscher Schriftsteller und Übersetzer.

## Leben
Wilhelm Pferdekamp war nach dem Abitur 1919 als Kaufmann tätig. Er war in Köln ansässig und wechselte 1924 zum Journalismus. Er unternahm ausgedehnte Reisen, über die er ab 1930 in Reisebüchern berichtete. 1935 ging er nach Mexiko, wo er bis 1939 als Sekretär der Deutsch-Mexikanischen Humboldt-Gesellschaft wirkte. Sehr gefördert wurde er von dem in Mexiko ansässigen Kaufmann Carlos Stein. Am 3. Februar 1938 beantragte er die Aufnahme in die NSDAP und wurde zum 1. August desselben Jahres aufgenommen (Mitgliedsnummer 6.096.109). Im Jahr 1942 wurde er als Wissenschaftlicher Hilfsarbeiter im Auswärtigen Amt des Deutschen Reiches beschäftigt und im April 1943 als Soldat eingezogen.
Nach 1945 lebte Pferdekamp in Burscheid, dann in Köln und schließlich im badischen Ort Niederweiler. 
Pferdekamp veröffentlichte Romane, Erzählungen und landeskundliche Werke. Sein 1930 erschienenes Debüt Auf Schiffen, Schienen, Pneus erschien bis 1949 in einer Gesamtauflage von über 200.000 Exemplaren. Der Schwerpunkt von Pferdekamps Arbeit lag nach dem Zweiten Weltkrieg auf dem Übersetzen von belletristischen Werken und Sachbüchern aus dem Spanischen und Englischen.
Wilhelm Pferdekamp war seit 1931 in erster Ehe mit Erica Staegemeier verheiratet und hatte vier Kinder, in zweiter Ehe heiratete er 1953 die Malerin Modeste zur Nedden, die auch als Übersetzerin tätig war.

## Werke
- 1930: Auf Schiffen, Schienen, Pneus ..., Berlin (unter dem Namen Arnold Nolden)
- 1932: Afrika beginnt hinter den Pyrenäen, Berlin (unter dem Namen Arnold Nolden)
- 1934: Die Perle am Hals der Erde, Berlin
- 1935: 100 Jahre G. L. Pott & Hinrichs, Wuppertal-Elberfeld, Wuppertal-Elberfeld
- 1938: Deutsche im frühen Mexiko, Stuttgart [u. a.]
- 1940: Mexiko, Berlin
- 1942: Die Seeleute am Yaquifluß, Bayreuth 
  - Die Zaungäste, Leipzig
- 1950: Das Reich der Maya, Murnau [u. a.]
- 1958: Auf Humboldts Spuren, München
- 1963: Die Indianer-Story, München

## Übersetzungen
- Pedro Antonio de Alarcón: Der Dreispitz, Düsseldorf 1947
- Pedro Antonio de Alarcón: Das letzte Abenteuer, Düsseldorf 1946
- Sebastián Juan Arbó: Das große Lebensabenteuer des Miguel de Cervantes, München 1952
- Michael Leonard Graham Balfour: Vier-Mächte-Kontrolle in Deutschland 1945 - 1946, Düsseldorf 1959 (übersetzt zusammen mit Modeste Pferdekamp)
- Consuelo Vanderbilt Balsan: Glanz und Gold, Düsseldorf 1955 (übersetzt zusammen mit Modeste Pferdekamp)
- Pío Baroja: Zalacain der Abenteurer, Leipzig 1943
- Derek Bickerton: Mord am Zahltag, München 1963
- Arthur Bryant: Kriegswende, Düsseldorf 1957 (übersetzt zusammen mit Modeste Pferdekamp)
- Alan Bullock: Hitler, Düsseldorf 1953 (übersetzt zusammen mit Modeste Pferdekamp)
- Arthur Conte: Die Teilung der Welt, Düsseldorf 1965 (übersetzt zusammen mit Modeste Pferdekamp)
- Gordon A. Craig: Die preußisch-deutsche Armee 1640 - 1945, Düsseldorf 1960 (übersetzt zusammen mit Modeste Pferdekamp)
- Alexander Dallin: Deutsche Herrschaft in Rußland 1941 - 1945, Düsseldorf 1958 (übersetzt zusammen mit Modeste Pferdekamp)
- Anthony Eden: Angesichts der Diktatoren, Köln [u. a.] 1964 (übersetzt zusammen mit Modeste Pferdekamp)
- Anthony Eden: Memoiren 1945 - 1957, Köln [u. a.] 1960 (übersetzt zusammen mit Modeste Pferdekamp)
- John Erskine: Adam und Eva, Düsseldorf 1951
- John Erskine: Lanzelots schwache Stunde, Düsseldorf 1952
- Raul Flores Guerrero: Die präkolumbianische Kunst, München 1970
- Robert J. Forbes: Vom Steinbeil zum Überschall, München 1954 (übersetzt zusammen mit Werner von Grünau)
- Raymond L. Garthoff: Sowjetstrategie im Atomzeitalter, Düsseldorf 1959 (übersetzt zusammen mit Modeste Pferdekamp)
- Charles de Gaulle: Memoiren 1942 - 46, Düsseldorf 1961 (übersetzt zusammen mit Modeste Pferdekamp)
- Oron J. Hale: Presse in der Zwangsjacke, Düsseldorf 1965 (übersetzt zusammen mit Modeste Pferdekamp)
- Hans Kohn: Wege und Irrwege, Düsseldorf 1962 (übersetzt zusammen mit Modeste Pferdekamp)
- Gregorio López y Fuentes: El Indio, Leipzig 1938
- Gregorio López y Fuentes: Mein General!, Leipzig 1941
- André Maurois: Alexander Fleming, München 1960 (übersetzt zusammen mit Modeste Pferdekamp)
- Cyril Ray: Der feuchtfröhliche Genießer, Düsseldorf 1958 (übersetzt zusammen mit Modeste Pferdekamp)
- Luis Romero: Die Menschenkette, München 1955
- William Lawrence Shirer: Aufstieg und Fall des Dritten Reiches, Köln [u. a.] 1961 (übersetzt zusammen mit Modeste Pferdekamp)
- Samuel John Gurney Hoare Templewood: Neun bewegte Jahre, Düsseldorf 1955 (übersetzt zusammen mit Modeste Pferdekamp)
- Tirso de Molina: Don Juan oder Der Verführer von Sevilla und der steinerne Gast, Düsseldorf 1947
- Alfredo Varela: Die Matepflücker, Frankfurt am Main 1951
- Alexander Werth: Der zögernde Nachbar, Düsseldorf 1957 (übersetzt zusammen mit Modeste Pferdekamp)